# Befreiungsdenkmal (Mainz)

Das Befreiungsdenkmal auf dem Schillerplatz in Mainz

Das Befreiungsdenkmal (offiziell Die Freiheit) war ein von Benno Elkan geschaffenes Denkmal, das zwischen 1930 und 1933 auf dem Schillerplatz in Mainz stand. Es wurde 1933 von der nationalsozialistischen Stadtverwaltung zerstört.

## Entstehung
Am 30. Juni 1930 zog sich die französische Besatzungsmacht aus Mainz zurück. Dieses Ereignis sollte mit einem Denkmal gefeiert werden. Der Innenminister des Volksstaates Hessen, zu dem Mainz damals gehörte, Wilhelm Leuschner, erklärte sich bereit, es zu stiften. Als Künstler konnte Benno Elkan, der damals in Frankfurt am Main lebte, gewonnen werden. Das Denkmal wurde am 20. Juli 1930 in Anwesenheit von Reichspräsident Paul von Hindenburg im Rahmen der großen Rheinland-Befreiungsfeier eingeweiht.

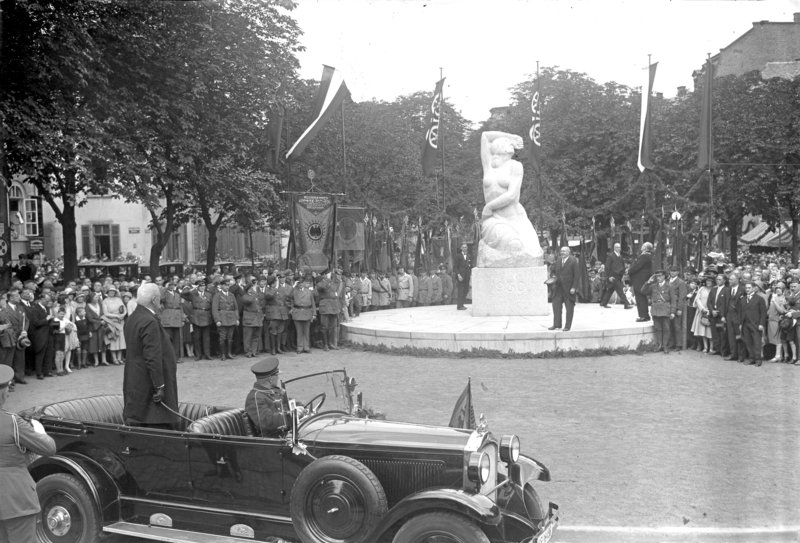
Enthüllung des Denkmals 1930: Im Wagen stehend Reichspräsident von Hindenburg am Denkmal Oberbürgermeister Karl Külb

## Werk
Elkan schuf eine freistehende fast vier Meter hohe Figur aus Granit. Sie zeigte eine kniende Frau mit entblößtem Oberkörper, die den Kopf nach links neigte und den rechten Arm über den Kopf hielt. Elkan nannte die Figur „Die Erwachende“. Sie wurde auf dem Sockel eines ehemaligen Tanzpavillons in der Nähe des Osteiner Hofes, in dem die französische Militärverwaltung ihren Sitz gehabt hatte, aufgestellt. Das Denkmal wog etwa zehn Tonnen.

## Bewertung
Der Mainzer Anzeiger interpretierte, dass das Denkmal das Erwachen aus einer schweren Zeit und den Blick in eine hoffentlich bessere Zukunft symbolisieren solle.
Die Barbusigkeit der Frauenfigur erregte in Mainz Anstoß römisch-katholischer Kreise, die eine nackte Frauenfigur „unsittlich“ fanden. Am 4. August 1930 veröffentlichte das römisch-katholische Mainzer Journal eine Protesterklärung von Mainzer Pfarrern, die sich in ihrem religiös-sittlichen Empfinden verletzt fühlten. Wegen der Figur verlegte die römisch-katholische Kirche im Juni 1931 die Fronleichnamsprozession, die traditionell über den Schillerplatz führte, auf eine andere Route. Auch andere konservative Kreise beanstandeten das Denkmal, das ihnen zu modern gestaltet war. Die Nationalsozialisten waren gegen das Denkmal, weil Benno Elkan Jude war.

## Beseitigung
Nach der Regierungsübernahme der Nationalsozialisten im Volksstaat Hessen am 6. März 1933 und am 7. März 1933 im Rathaus Mainz bildete sich eine Koalition zwischen den katholischen und den nationalsozialistischen Gegnern des Denkmals: Das Denkmal wurde zunächst beschmiert. Die nationalsozialistische Obrigkeit stellte daraufhin fest, dass die „erregte Bevölkerung“ und das gesunde Volksempfinden die Beseitigung des Denkmals verlangten. Bereits am nächsten Tag scheiterte der Versuch, es vom Sockel zu kippen – es war mit seinen zehn Tonnen Gewicht dafür einfach zu schwer. Daraufhin beauftragte der kommissarische Oberbürgermeister Philipp Wilhelm Jung eine Abrissfirma mit der Arbeit, die das Denkmal am 25. März 1933 zerschlug und beseitigte.
An Stelle des Befreiungsdenkmals befindet sich seit 1967 der Fastnachtsbrunnen. Eine Informationstafel erinnert an das Befreiungsdenkmal.